# Carenote
En náutica, carenote es cada uno de los dos tablones gruesos que a modo de quillas de balance, llevan clavados de canto en el pantoque, en sentido paralelo a la quilla y uno a cada lado de ella. En algunas pequeñas embarcaciones, como faluchos y místicos, sirvieron para que estando varadas se mantuvieran adrizadas o derechas.